# Dwuskrzydlak

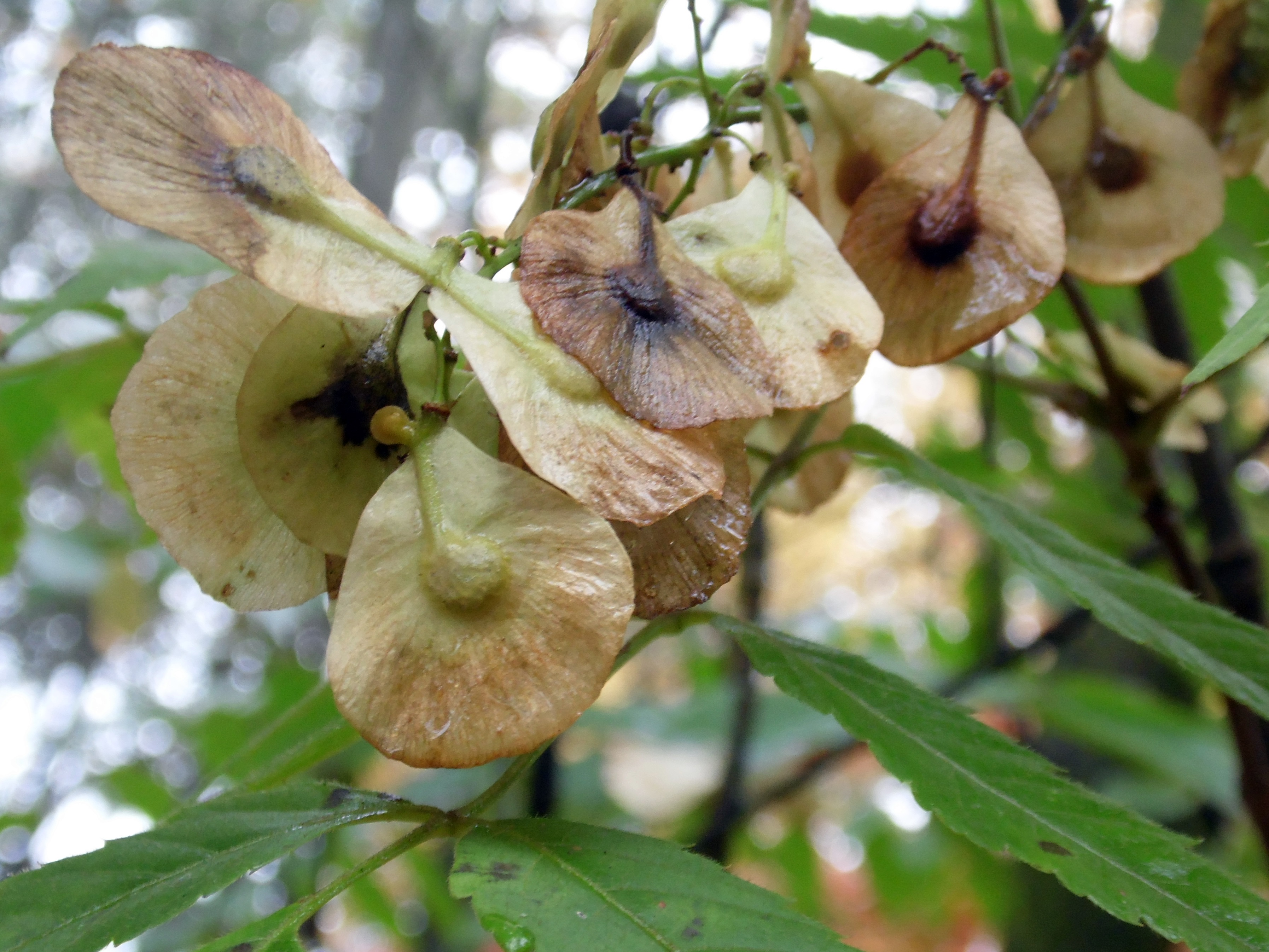
Dwuskrzydlak chiński

Dwuskrzydlak (Dipteronia Oliver) – rodzaj roślin z rodziny mydleńcowatych, siostrzany dla rodzaju klon Acer. Obejmuje dwa gatunki występujące w południowo-wschodnich i środkowych Chinach. D. dyeriana rośnie tylko w prowincji Junnan, a dwuskrzydlak chiński D. sinensis także w prowincjach Gansu, Kuejczou, Henan, Hubei, Hunan, Shaanxi, Shanxi i Syczuan. Rośliny te spotykane są w lasach i na ich obrzeżach na wysokościach od 1000 do 2500 m n.p.m., często w towarzystwie drzew i z innych reliktowych rodzajów o długiej historii – grujecznika Cercidiphyllum i dawidii Davidia. D. dyeriana jest gatunkiem rzadkim i zagrożonym z powodu wylesień. W Chinach sadzony jest jednak jako roślina ozdobna i olejodajna. Dwuskrzydlak chiński sprowadzony został do uprawy w Europie na początku XX wieku, ale spotykany jest rzadko, tylko w kolekcjach botanicznych. W warunkach Europy Środkowej przemarza podczas mroźnych zim.

## Morfologia
PokrójNiewielkie drzewa, D. dyeriana osiąga do 3,5 m, a D. sinensis do 16 m wysokości. Pędy szarawe do szarozielonych (D. dyeriana) lub fioletowe do fioletowozielonych (D. sinensis). Pąki małe, jajowate, bez łusek, nagie lub owłosione.
LiścieNaprzeciwległe, nieparzysto pierzaste, bez przylistków. Liście do 40 cm długości, listków 7 do 17. Brzegi listków piłkowane.
KwiatyPromieniste, zebrane są w wyrastające szczytowo lub w kątach liści kwiatostany wiechowate. Działki kielicha w liczbie pięciu, jajowate do eliptycznych. Płatki korony w liczbie pięciu, nerkowate, z paznokciem, kremowe lub zielonkawe. Występują kwiaty tylko męskie (z 8 pręcikami) lub obupłciowe, przy czym funkcjonalne są zawsze albo organy męskie, albo żeńskie (funkcjonalnie są jednopłciowe). Zalążnia jest dwukomorowa.
OwoceSkrzydlaki – dwa spłaszczone orzeszki otoczone dookoła szerokim skrzydełkiem.

## Systematyka, taksonomia i pochodzenie
Rodzaj z plemienia Acereae z podrodziny Hippocastanoideae z rodziny mydleńcowatych Sapindaceae.
Dipteronia jest rodzajem siostrzanym rodzaju klon Acer i w niektórych ujęciach rodzaj ten włączany bywa do rodzaju klon Acer. Rozdzielenie linii Acer i Dipteronia nastąpiło w paleocenie, natomiast podział na linie obu współczesnych gatunków datowany jest na eocen (52,7–46,5 miliona lat temu).
Wykaz gatunków
- Dipteronia dyeriana A.Henry
- Dipteronia sinensis Oliv. – dwuskrzydlak chiński

W niektórych ujęciach wyróżniany jest jeden gatunek D. sinensis, wówczas drugi ma rangę podgatunku D. sinensis Oliver subsp. dyeriana (Henry) A. E. Murray.
Do wymarłych gatunków należy opisany z Ameryki Północnej Dipteronia brownii rosnący tam w okresie od paleocenu do oligocenu, przy czym najbardziej rozpowszechniony w eocenie.